# Província de Sòria
La província de Sòria és una província espanyola amb capital a Sòria que forma part de Castella i Lleó.

## Geografia
Limita al nord amb La Rioja, a l'est amb la província de Saragossa, al sud amb la de Guadalajara, al sud-oest amb la de Segòvia i al nord-oest amb la de Burgos.
El riu més important de la província és el Duero, el qual neix aquí.
A més a més, a aquesta província es troba el Moncayo, el cim més alt de la Serralada Ibèrica.

## Demografia
Sòria és la província menys poblada de l'Estat espanyol, amb una densitat d'uns 9 habitants/km², una de les menors de la Unió Europea. La població de la província és de 94.646 hab. (2008), dels quals un 41,3% viuen a la capital, Sòria.
S'hi donen els fenòmens d'envelliment de la població i el despoblament de viles.